# 真野ゆりあ
真野 ゆりあ（まの ゆりあ、1993年5月25日 - ）は、日本のYouTuberで、ユニット「ぷりゅむ。」の旧メンバー。以前はAV女優として活動していた。AVデビュー当時はセレクションに所属していたが、AV引退後はT-POWERSに所属。現在はYouTuberとして活動中。

## 略歴・人物
東京都出身で、2014年1月にマキシング専属女優としてAVデビューした。買い物と音楽鑑賞を好む。
2015年8月18日に公式ブログで9月11日発売『さよなら、小悪魔。』（kira☆kira）を最後に、AV女優を引退することを報告した。引退後に名古屋『FACE BRAND ROYAL』でデリバリーヘルス嬢として勤務したのちに退店した。
2016年11月22日には愛須心亜（ここたん）、真野ゆりあ（まのちん）と彩城ゆりな（ゆりにゃん）でアイドルグループ「ぷりゅむ。」を結成。
2017年1月29日にYouTubeチャンネルを開設して、動画投稿を開始。同年5月31日の卒業公演@新大久保KPLをもって「ぷりゅむ。」を脱退した。
2019年5月、アイドルグループ「あいふぁん♡」のプロデューサーとして参加。

## 出演作品

### イメージDVD
- ノーブラノーパン、そんな私は好きですか（2014年10月28日、INTEC Inc）

### アダルトDVD
- 新人 真野ゆりあ 〜小さいのにプロポーション抜群☆天真爛漫なツンデレ!イマドキ娘がAVデビュー!!〜（1月16日、マキシング）
- 解禁! 恥じらい初体験♥（2月16日、マキシング）
- 初!強制イカセ洗礼（3月16日、マキシング）
- ザーメン面汚し顔射洗礼（4月16日、マキシング）
- 完全主観! 真野ゆりあと夢の同棲性活。（5月16日、マキシング）
- 人間観察ドキュメント ネットで話題の個人レッスン出張サービス。を、行っている美人講師を強引にヤる。 09（7月1日、プレステージ）
- 過激すぎるド素人娘 4時間スペシャル 16（7月1日、S級素人）
- 指オナニーをジュポジュポ見せつけてくる彼女にとまらない勃起。（7月18日、SEX Agent）
- 慣れちゃうと何か良くないかな。…って思う（7月25日、バルタン）
- 大好き♥（8月1日、ロリ専科）
- オナニー中に差し出されるチ●ポはフェラせずにはいられない（8月14日、SEX Agent）
- 一滴残らず手でヌいて（8月14日、SEX Agent）
- kira☆kira BLACK GAL めちゃカワ日焼け黒ギャル女子校生 生姦JK連続中出しハイスクール（8月19日、kira☆kira）
- フレッシュなアダルトモデルさんが挑戦!! 真面目な予備校生達とSEXまで出来るのか!?（8月22日、おかず。）
- いじめ上手でドSなギャルママとSEXしませんか?（9月12日、アップス）
- ガチ本番!! 特上素人ナンパ即挿入!! in三重（9月12日、S級素人）
- 入浴中の姉を襲い風呂場でレイプする弟の投稿映像 裸で交わる姉弟相姦の一部始終（9月19日、S-CRIME）
- AV女優のフェラチオを体験しませんか?（9月19日、SEX Agent）
- 妹とその友達がエロすぎたから子作り（10月1日、ZUKKON/BAKKON）
- ベロチューセックス（10月7日、プレミアム）
- 裏開店中の逆ナンガールズバー カウンター越しは超ビンビン!!（10月10日、ホットエンターテイメント）
- 噂の貧乳美女の胸チラを指摘して、赤面させてヤる 2（10月10日、S級素人）
- スーパーヒロインVS触手クリーチャー 後編 宇宙戦士エミリオ（10月24日、GIGA）
- 合コンお持ち帰りSEX ガチ素人スペシャル（10月24日、S級素人）
- 女子校生のパンチラ盗撮がバレて逆ギレ押し込み中出しレイプ（10月24日、青空ソフト）
- うちの4人娘から睨まれ子作り（11月1日、ZUKKON/BAKKON）
- バレたら人生終了!!SEX中にこっそり『ゴム外し!』 極上AV女優と真正中出しSEX!!出来るのか!? PART2（11月14日、BAZOOKA）
- 異常性欲女教師（11月14日、BAZOOKA）
- 真野ゆりあ the BEST（11月16日、マキシング）※総集編
- kira☆kira BLACK GAL めちゃカワ黒ギャル野外露出ナマ姦中出し★FUCK ON THE BEACH（11月19日、kira☆kira）
- 24時のシンデレラ 4（11月21日、ONEZ）
- 週末限定 中出しOK 従順美少女デリバリー ゆりあ（仮名（11月28日、宇宙企画）
- ターゲットはさらに美しくなりたい人妻!!媚薬を混入した美容ドリンクの訪問販売玄関先で試し飲みした奥様たちが大欲情!旦那、子供が帰ってくる前にズボズボ中出し!!（11月28日、SCOOP）
- 誰も見ていないと思いこみ、無防備すぎるノーブラ姿で家を出る美人若妻を男は絶対に見逃しはしない！何度もおいしそうな乳首を露出する美人若妻に遂に声をかけると…（11月28日、SCOOP）
- 都内某所の優良おっぱいパブでは、1日1時間限定で挿入OK!!との噂が!?このご時世に本当にそんなおっパブが存在するのか徹底検証!!（11月28日、SCOOP）
- 素人妻ナンパ連れ込み中出し（12月15日、MONA）
- kira★kira BLACK GAL 強制ナマ中出しW黒ギャル青姦逆レイプ（12月19日、kira☆kira）
- コスプレイヤーゆりあのSEX隠し撮り彼氏が勝手に同人AV発売。 vol.06（12月25日、CMP）
- 3点責め痴女（12月26日、EROTICA）
- Charisma GAL GET YOU! 14（12月26日、ONE DA FULL）
- 「可愛い!」と思える顔だけで選んだ入社1週間未満の新人従業員にこっそり媚薬を飲ませ強制発情!!社内倉庫で声を我慢しながらガクブル潮吹きしちゃう超敏感女を痴漢してヤル!!（12月26日、SCOOP）

- おのぼりJ●に都会の厳しさ教えます!!（1月1日、DOC）※「さら」名義
- 僕のシルエットが奇跡的に勃起しているように見えたらしく、勝手に発情!? シーツ・カーテン・ふすま越しに、写し出される僕のシルエットが勃起しているかのように見え、それを見て勘違いした女が勝手に欲情してオナニー。仕舞いには我慢できなくなって僕の体を求めてきた!（1月8日、Hunter）
- マジックミラー号で片想いの女性とのセックス距離を縮めます! 職場の上司と部下OLが2人っきりの野球拳 初めて見せ合う互いのハダカに嬉し恥ずかし初合体♥（1月22日、SODクリエイト）※「ユカ」名義
- 卑猥に絶句、果て無き性欲の虜。（2月1日、鉄板）
- パンチラ誘惑女子校生（2月1日、ワンズファクトリー）
- すらりと伸びた足から覗くスカートとニーハイの間の太もも「絶対領域」を目の前で見てしまった僕は…（2月3日、DOC）
- 国際線CA達がタイでお忍びで通う極上リラクゼーションSPA 4（2月11日、DOC）
- 最高ウブ素人ナンパ!! 100%天然娘の照れイキGET! 2（2月25日、田町ナンパ天国）
- 保育園で同級生の美人ママにお願いしてセンズリ見てもらいました（2月27日、メディアバンク）
- 花魁撫子でありんす 花魁21号（2月27日、ONE DA FULL）
- 制服女子校生と中出し乱交 〜卒業〜（3月1日、ZUKKON/BAKKON）
- 「お金、いっぱい欲しい〜!」 高時給に釣られて集まってきたJ●娘たち（3月3日、DOC）※「ゆか」名義
- 友達の彼女に何度も中出し! ボクの友だちが、彼女連れでボクの部屋にやって来てノロケまくりでムカつく!! しかも隠していたAVを見つけられオナニー野郎とバカにしてくる。帰った後、悔しくて彼女をおかずにオナニーしようとしたら、先ほどの彼女が一人再訪問。どうやら彼氏とのHが上手くいかず、ボクのAVで勉強したいらしい。二人でAVを見ているとなにやらモジモジとする彼女。童貞だけど見栄を張って「二人で練習してみようか」と言うとムラムラしていた彼女はなんとゴム有りならOK。でも彼氏とでも絶対NGな生挿入＆生中出しをしてみたくなり、ゴムを外してコッソリ中出し。 怒られると思いきや彼女は、中出しの快感が忘れられず何度も中出しを求められて、今では中出しセフレに!（3月5日、Hunter）
- 偶然見かけた貧乳女子がまさかのノーブラ！？見られる事に興奮した彼女の敏感乳首はビンビンに立っていて… 2（3月11日、DOC）
- ごめん! 撮影の休憩中に睡眠薬仕込んで勝手に真正中出し解禁!!（3月25日、本中）
- マジっすか!?ズブしろ娘AV出演 ガチ本番!? SPECIAL Vol.1（3月27日、ONE DA FULL）
- スローなハンドテクでもの凄い射精、フル勃起エステサロン（4月1日、MOODYZ）
- キミだけに語りかけ! ロリ校生19人! オマ●コぴちゃぴちゃ指入れ自画撮りオナニー 4時間DX vol.11（4月3日、ロリ専科）
- 極悪ギャルM男監禁調教 寸止め地獄にしたチ○ポをちぎれるほど引っ張り、罵倒マジ金蹴り おしっこ顔射で大興奮する、M男を監禁調教している超カワギャル軍団がいた!（4月9日、GARCON）
- ギャルママ 禁断の○学生筆下ろし 〜ママたちに童貞を奪われてしまったちびっこたち〜（4月9日、GARCON）他出演:愛原れの、堀口真希、櫻木梨乃
- バンドギャルナンパ バンド追っかけに夢中な美少女たちをナンパ!（4月22日、DOC）※「ひめか」名義　他出演:あい、なな、あけみ、まゆみ、NANA、くみこ、あや、わか
- 素人限定! 目指せ賞金100万円! ぐるぐるバットゲーム（4月23日、ATOM）他出演:篠宮ゆり ほか
- 睨まれレ○プ 1○歳編 〜反抗期娘と強制性交〜（5月1日、MOODYZ）他出演:あべみかこ、阿部乃みく
- クラスの中心的存在で可愛いけど性格最悪な女子。日常的に陰湿ないじめを受けていた僕だけど…思いもよらない事から立場が逆転!?いじめのターゲットになった彼女をラッキーな事に…（5月2日、DOC）他出演:翼みさき、咲月りこ
- センズリ鑑賞会 22 恥じらい素人娘に見せつけちゃいました（5月10日、ホットエンターテイメント）他出演:天野詩織、萌芭、内藤みく、月島えみり、成海うるみ、松岡セイラ、伊藤りな、水原さな、水原ひめか ほか
- 大胆パンチラで挑発され、ま○こ見せつけられながらパンツで手コかれちゃった僕。 3（5月25日、アロマ企画）他出演:野宮さとみ、愛原れの、北島玲、小鳥遊はる
- 子作りおねだり淫語（6月1日、FETISH BOX）
- 女えろまんが家達のアシスタントになったから子作り（6月1日、ZUKKON/BAKKON）共演:あべみかこ、阿部乃みく、桜木郁
- 真野ゆりあのイジメヌキ（6月5日、フリーダム）
- 超エロカワギャルが恥じらいながら男の顔に跨りイヤラしく腰を振るギャル恥じらい顔騎（6月6日、GARCON）他出演:白咲碧、夕城芹、大見はるか、伊藤りな、夏川エリカ、涼風ことの、上原花恋、堀口真希、愛原れの、橙乃まり、伊東エナ、櫻木梨乃
- パンチラとノーブラキャミソールのおっぱい（6月13日、アロマ企画）他出演:彩城ゆりな、愛原れの、青山ななせ、工藤美紗、生駒はるな
- ボディコン姿で挑発され、チ○ポまで陵辱されちゃった僕。（6月25日、アロマ企画）他出演:木島すみれ、愛原れの、佐々木恋海、大槻ひびき
- プロダクション直営の超高級1on1セクキャバをSCOOP 総額TAX込30万円以上かかる延長3時間以内にあの手この手を使い本番行為は果たして出来るのか（6月26日、SCOOP）他出演:蓮実クレア、安城アンナ、司ミコト
- 可憐な女子校生が催眠術によって堕ちたSEXの記録（6月26日、宇宙企画）共演:紺野ひかる、桜木優希音
- M性感チャイナドレス 美貌と絶技を兼ね備えた究極のエステティシャン（6月30日、未来 フューチャー）
- どきどき★パンチラ挑発学園（7月1日、FETISH BOX）
- ニオイを感じる 足裏（7月1日、フリーダム）他出演: 阿部乃みく、逢沢るる、杏咲望、一之瀬すず、白咲碧、武藤あやか、碧しの、里咲しおり、蓮実クレア、槇原愛菜、竹内真琴、早瀬ありす、杉崎絵里奈、春日野結衣、若月まりあ、彩城ゆりな、紺野ひかる、原千草
- 相席居酒屋でナンパした仲良し2人組をお持ち帰り。 コソコソHしていると隣の部屋にいるガードの堅い女友達はヤラせてくれるか 【其の弐】（7月1日、変態紳士倶楽部）※「ゆい」名義　共演:まお　他出演:伊東エナ、浅倉愛
- 現地でナンパしたS級素人たちと即ズボ交渉しちゃいました!! in石垣島（7月10日、S級素人）他出演:早川瑞希、桜ちなみ、南梨央奈、さとうみつ、槇原愛菜、水川愛莉
- 激カワ娘と南国で子作り中出しSEX 〜南国で開放的になった真夏のマ●コにたっぷり中出し〜（7月10日、BAZOOKA）共演:早川瑞希、桜ちなみ
- さよなら、小悪魔。（9月19日、kira☆kira）
- キレイ過ぎるエッチな天使のSEX事情（10月1日、S-Cute）他出演:市川まほ、坂下えみり、高梨あゆみ
- 凄腕テクお姉さんの生殺し寸止め焦らし。（10月30日、ジャネス）他出演:かすみりさ、夏目優希、北川エリカ、広瀬奈々美（堀口奈津美）、大槻ひびき、小早川怜子
- 拝啓、堕胎は許しません。『射精いっぱい我慢してね？我慢すればする程、いっぱい子宮に届くんだって！そしたらスグに子供出来ちゃうかもね♥』って、これが妊娠率100％のスウィート淫語美人妻8人4時間（11月25日、ビッグモーカル）他出演:上原花恋、桜井あゆ、北川エリカ、有村千佳 、大槻ひびき、波多野結衣、佳苗るか
- M性感チャイナドレス 美貌と絶技を兼ね備えた究極のエステティシャン 180分 SP（11月30日、 未来 フューチャー）他出演:有村千佳、上原花恋、桜井あゆ
- 超一流の性感エステ系風俗のススメ。（11月30日、ジャネス）他出演:小西まりえ、川上ゆう、矢沢りょう、北川エリカ、夏目優希、有村千佳
- 週末限定中出しOK従順美少女デリバリー集 超絶集合体4時間スペシャル（12月25日、ケイ・エム・プロデュース）他出演:森川涼花、逢月はるな、なつめ愛莉、みづのみう

- おねだり美少女のエッチなご奉仕（1月1日、S-Cute）他出演:稀夕らら、花音しおり、二宮ナナ
- 真野ゆりあ BEST プレミアム コレクション 4時間（2月15日、ジャネス）
- 知ってます？可愛い女○校生に限って実はヤリマンが多くて、ピンク色の肉ビラが超やわらかくてぷにぷにしてるって。発情期でドスケベなマ○コが疼いて止まらないエッチなJK（3月30日、 未来 フューチャー）他出演:栗林里莉、初美沙希、佳苗るか、阿部乃みく、桜井あゆ、成海うるみ
- オネダリ妊娠中出し受精 孕ませて欲しがる美人妻たち（4月15日、未来 フューチャー）他出演:篠田あゆみ、有村千佳、北川エリカ、桜井あゆ、上原花恋、佳苗るか
- 亀頭くっきりのビキニブリーフ姿でたっぷりと焦らされる悶絶エクスタシー（6月13日、痴ロモン/妄想族）他出演:みづなれい、鈴原エミリ、大槻ひびき、北条麻妃、冴島かおり
- 後ろから手コキ 普通の手コキより気持ちイイ 背後からの手コキBEST（7月7日、プレミアム）他出演:吉崎直緒、冬月かえで、里美ゆりあ、二宮沙樹、小川あさ美、麻倉憂、松嶋葵、ほしのみゆ、桜井あゆ、如月カレン、波多野結衣、光月夜也（林絵里）、高坂保奈美（澤村レイコ）、橘ひなた、成瀬心美、Nina、白石悠、結夜
- 「俺の」センズリ 至近距離でフル勃起チ○ポをじっくり見ていて欲しい…。4時間スペシャル。（8月15日、ジャネス）他出演:遠藤あいこ、小西まりえ、希咲あや、夏目優希、みづなれい、冴島かおり、有村千佳、佳苗るか、橘ひなた、川上ゆう、初美沙希、藤咲セイラ、桜井あゆ、大槻ひびき、瀬名あゆむ、阿部乃みく、波多野結衣、友田彩也香、栗林里莉
- 超厳選！激イキ！極上S級女優達23名 名作スーパーBEST3時間（8月19日、Merci Beaucoup）他出演:葉山友香、川村まや、大橋未久、 波多野結衣、有賀ゆあ、星野千紗、みほの（坂口みほの、坂咲みほ）、愛乃なみ、小早川怜子、黒川ゆら、松本メイ、篠田涼花（水原薫子、佐伯かのん）、佐伯ゆきな、篠田あゆみ、島崎結衣（小椋あずき）、みなみ愛梨、前田かおり、神尾舞（柚原綾）、一之瀬すず、宮崎愛莉、新山沙弥、尾上若葉
- 「通常射精の10倍気持ち良い？！」イッた後も勃起したままで男の潮吹きしちゃいましょう！4時間 Part3（9月1日、Fetish Box/妄想族）他出演:仁美まどか、大場ゆい、蓮実クレア、川上ゆう、大槻ひびき、篠田あゆみ、広瀬奈々美（堀口奈津美）、桜井あゆ、みづなれい、阿部乃みく、鈴原エミリ
- 性欲のまま男を喰い漁るイヤらしい痴女20人4時間（9月16日、MAXING）他出演:吉沢明歩、由愛可奈、月野りさ、香純ゆい、木下柚花、横山美雪、横山みれい、広田さくら、美涼りな、衣川由衣、清水理紗、麻生希、春咲あずみ、愛沢かりん、小沢アリス、水沢のの、美藤れん、秋月小町、小西悠
- ｢この女・・・犯したい・・・｣ 気の強そうな小生意気なギャルを拉致監禁強姦。グチャグチャにする欲望のままの性行為。（9月23日、ケイ・エム・プロデュース）他出演:安城アンナ、蓮実クレア、北川怜
- 優しく見つめてしゃぶって欲しい 感情移入しやすさ100％の主観フェラ（10月25日、痴ロモン/妄想族）他出演:大場ゆい、みづなれい、有村千佳、浜崎真緒、佳苗るか、かすみりさ
- ギンギンに勃起した欲情ち○ぽの亀頭から根元までお口でズボズボしゃくられキン○マが萎むほどザーメンを吸い取られてしまった！！ おま○こに入れられるよりお口に入れられて濡れる尺八女21人（10月28日、ケイ・エム・プロデュース ）他出演:有奈めぐみ、有村ゆり、本真ゆり、逢乃なのは、藤北彩香、Maika、天野小雪、円城ひとみ、渡辺もも、春日野結衣、波多野結衣、瀧澤まい、矢沢りょう、尾島みゆき、椎名舞、大野みちる、椿かなり、木島すみれ、池永京子

## 出演

### テレビ
- 魚拓と成瀬のツキとスッポンぽん #23,#24（2015年2月8日,15日、パチ・スロ サイトセブンTV）
- 頼まれてないけど、一旦会議しましょう（2017年12月18日、MBS<TBS系全国ネット>）街頭インタビューで問題提起。

### ウェブテレビ
- 給与明細（2020年3月8日、AbemaTV）[6]